# Tolvay János
Gróf köpösdi Tolvay János (1699–1776) az 1750-es években a verebélyi érseki szék nádora, aranysarkantyús lovag, szeptemvir.

## Élete
Báró Tolvay Gábor (1654–1718) nádori ítélőmester és Jászy Anna fia. 1714-ben a nagyszombati Szelepcsényi Intézetnek convictora és az ékesszólás tanulója volt. 1718-tól kezdve beutazta Nyugat-Európát, ahonnan 1720-ban tért vissza. 1732-ben a hétszemélyes tábla helyettes-, 1741-től valóságos ülnökévé nevezték ki. 1744-ben részt vett a sziléziai táborozásban, azonban 1745-ben betegsége miatt hazatért. Az 1750-es években már a Verebélyi és szentgyörgyi érseki szék nádora, amely funkciót valószínűleg a halála után a fia vette át. 1754. április 3-án Bécsben Mária Terézia és Csáky Miklós kiadásában grófi rangra emelték, egyszersmind aranysarkantyús lovag lett.
1776-ban még feltételezhetően ő vett részt Batthyány József esztergomi érsek beiktatásán, mint a verebélyi bandérium vezetője.
Fia, Ferenc (1734–1811 után) személyében, mivel annak fia, János még 1784-ben elhunyt, a grófi család férfi ágon kihalt.

## Műve
- Fax Ignatiana opere et doctrina lucens et ardens… Oratore… Tyrnaviae, 1714